# Реденій-Векі
Реденій-Векі (рум. Rădenii Vechi) — село в Унгенському районі Молдови. Утворює окрему комуну.

## Населення
За даними перепису населення 2004 року у селі проживали 2039 осіб.
Національний склад населення села:
| Національність       | Кількість осіб | Відсоток   |
| -------------------- | -------------- | ---------- |
| молдавани румуни     | 2010 20        | 98,6% 1,0% |
| українці             | 7              | 0,3%       |
| росіяни              | 1              | < 0,1%     |
| інша / без відповіді | 1              | < 0,1%     |
| Всього               | 2039           | 100%       |

## Мешканці
В селі народився Донич Іван Васильович (нар. 1952) — український поет.